# Ërsa
La Ërsa (in russo Ёрса?) è un fiume della Russia europea settentrionale (Repubblica Autonoma dei Komi), affluente di destra della Pečora.
Il fiume ha origine in una zona collinare a nord-est di Ust'-Cil'ma e scorre verso nord-ovest in una zona paludosa. Ha una lunghezza di 206 km; l'area del suo bacino è di 2 520 km². Sfocia in un canale laterale della Pečora, il Labazskij Šar,  che si ricongiunege al fiume a 291 km dalla foce. L'affluente maggiore è la Letnjaja (lungo 97 km) proveniente dalla sinistra idrografica.